# SummerSlam (2015)
SummerSlam (2015) — щорічне pay-per-view шоу «SummerSlam», що проводиться федерацією реслінгу WWE. Шоу відбулося 23 серпня 2015 року в Барклайс-центр у місті Бруклін, Нью-Йорк, США. Це було 28 шоу в історії «SummerSlam». Десять матчів відбулися під час шоу.